# 长白新村街道
长白新村街道，是中华人民共和国上海市杨浦区下辖的一个乡镇级行政单位。面积3.04平方公里。户籍人口6.10万人（2008年）。

## 概况
长白新村街道居住区始于工人新村建设。1950年代，首批两万户老公房落成，即今228街坊。1980年，市政府决定继续扩大长白居住区范围，原计划新建房屋均为6层，后在同济大学建筑设计研究院建议下增加高层建筑，限于江湾机场高度限制，实际建成12至14层不等。2002年，228街坊开始动迁，直到2016年才完成全部征收，2023年4月底改造为商店对外开放。铁路杨浦站、上海理工大学军工路校区也在长白新村街道内。长白新村街道行政管辖范围内没有建成或规划地铁线路，距离较近的建成车站有8号线延吉中路站、12号线爱国路站；道路交通方面，中环路南北向穿过辖境，周家嘴路隧道入口位于铁路杨浦站南侧。

## 行政区划
长白新村街道下辖以下居委会：
上理居委会、内江大楼居委会、图们路居委会、长白路第二居委会、长白一村居委会、长白二村第一居委会、安图新村居委会、松花新村居委会、民治路居委会、内江路三八四弄居委会、广远新村居委会、控江路一二一弄居委会、控江路十八弄居委会、松延居委会、延东居委会和松花江路九十五弄居委会。